# Caroline Lalive
Caroline Aimee Lalive (ur. 10 sierpnia 1979 w Truckee) – amerykańska narciarka alpejska, mistrzyni świata juniorów.

## Kariera
Po raz pierwszy na arenie międzynarodowej pojawiła się 18 sierpnia 1994 roku w Coronet Peak, gdzie w zawodach FIS zajęła dziewiąte miejsce w gigancie. W 1997 roku wystartowała na mistrzostwach świata juniorów w Schladming, gdzie zajęła 9. miejsce w gigancie, 10. w supergigancie i 21. w zjeździe. Jeszcze dwukrotnie startowała na imprezach tego cyklu, zdobywając złoty medal w kombinacji podczas mistrzostw świata juniorów w Pra Loup w 1999 roku. Na tej samej imprezie była też czwarta w gigancie, piąta w supergigancie, ósma w zjeździe i dwunasta w slalomie.
W zawodach Pucharu Świata zadebiutowała 21 listopada 1996 roku w Park City, gdzie nie ukończyła pierwszego przejazdu giganta. Pierwsze pucharowe punkty wywalczyła 23 stycznia 1998 roku w Cortina d’Ampezzo, 29. miejsce w supergigancie. Na podium zawodów PŚ po raz pierwszy stanęła 12 lutego 2000 roku w Santa Caterina, kończąc kombinację na drugiej pozycji. W zawodach tych rozdzieliła Austriaczkę Renate Götschl i Andrine Flemmen z Norwegii. W kolejnych startach jeszcze cztery razy stanęła na podium: 14 stycznia 2001 roku we Flachau była druga w kombinacji, 6 marca 2002 roku w Altenmarkt była druga w zjeździe, 1 grudnia 2001 roku w Lake Louise była trzecia w supergigancie, a 17 grudnia 2005 roku w Val d’Isère zajęła drugie miejsce w zjeździe. W sezonie 2001/2002 zajęła 21. miejsce w klasyfikacji generalnej. Ponadto w sezonach 1999/2000 i 2000/2001 była druga w klasyfikacji kombinacji.
Wystartowała na igrzyskach olimpijskich w Nagano w 1998 roku, gdzie zajęła siódme miejsce w kombinacji, a giganta nie ukończyła. Na rozgrywanych cztery lata później igrzyskach w Salt Lake City wystartowała w zjeździe, supergigancie i kombinacji, ale żadnej z tych konkurencji nie ukończyła. Była też między innymi dwunasta w supergigancie podczas mistrzostw świata w Santa Caterina w 2005 roku i trzynasta w kombinacji na mistrzostwach świata w Sankt Moritz dwa lata wcześniej.
W 2009 roku zakończyła karierę.

## Osiągnięcia

### Igrzyska olimpijskie
| Miejsce | Dzień     | Rok  | Miejscowość    | Konkurencja | Czas biegu | Strata | Zwyciężczyni       |
| ------- | --------- | ---- | -------------- | ----------- | ---------- | ------ | ------------------ |
| 7.      | 17 lutego | 1998 | Nagano         | Kombinacja  | 2:40,74    | +4,02  | Katja Seizinger    |
| DNF1    | 20 lutego | 1998 | Nagano         | Gigant      | 2:50,59    | -      | Deborah Compagnoni |
| DNF1    | 14 lutego | 2002 | Salt Lake City | Kombinacja  | 2:43,28    | -      | Janica Kostelić    |
| DNF     | 17 lutego | 2002 | Salt Lake City | Supergigant | 1:13,59    | -      | Daniela Ceccarelli |
| DNF     | 12 lutego | 2002 | Salt Lake City | Zjazd       | 1:39,56    | -      | Carole Montillet   |

### Mistrzostwa świata
| Miejsce | Dzień       | Rok  | Miejscowość       | Konkurencja | Czas biegu | Strata | Zwyciężczyni          |
| ------- | ----------- | ---- | ----------------- | ----------- | ---------- | ------ | --------------------- |
| 28.     | 3 lutego    | 1999 | Vail/Beaver Creek | Supergigant | 1:20,53    | +2,73  | Alexandra Meissnitzer |
| DNF1    | 11 lutego   | 1999 | Vail/Beaver Creek | Gigant      | 2:08,54    | -      | Alexandra Meissnitzer |
| DNF1    | 13 lutego   | 1999 | Vail/Beaver Creek | Slalom      | 1:33,97    | -      | Zali Steggall         |
| DNF     | 29 stycznia | 2001 | St. Anton         | Supergigant | 1:23,44    | -      | Régine Cavagnoud      |
| DNF     | 6 lutego    | 2001 | St. Anton         | Zjazd       | 1:36,20    | -      | Michaela Dorfmeister  |
| DNS1    | 7 lutego    | 2001 | St. Anton         | Slalom      | 1:32,95    | -      | Anja Pärson           |
| DNF     | 3 lutego    | 2003 | Sankt Moritz      | Supergigant | 1:27,48    | -      | Michaela Dorfmeister  |
| 30.     | 9 lutego    | 2003 | Sankt Moritz      | Zjazd       | 1:34,30    | +2,13  | Mélanie Turgeon       |
| 13.     | 10 lutego   | 2003 | Sankt Moritz      | Kombinacja  | 2:41,63    | +5,07  | Janica Kostelić       |
| 27.     | 13 lutego   | 2003 | Sankt Moritz      | Gigant      | 2:30,97    | +5,72  | Anja Pärson           |
| 12.     | 30 stycznia | 2005 | Bormio            | Supergigant | 1:17,64    | +1,39  | Anja Pärson           |
| DNF     | 4 lutego    | 2005 | Bormio            | Kombinacja  | 2:53,70    | -      | Janica Kostelić       |
| DNF     | 6 lutego    | 2005 | Bormio            | Zjazd       | 1:39,90    | -      | Janica Kostelić       |

### Mistrzostwa świata juniorów
| Miejsce | Dzień     | Rok  | Miejscowość | Konkurencja | Czas biegu | Strata | Zwyciężczyni        |
| ------- | --------- | ---- | ----------- | ----------- | ---------- | ------ | ------------------- |
| 21.     | 26 lutego | 1997 | Schladming  | Zjazd       | 1:37,45    | +2,95  | Monika Bergmann     |
| 10.     | 27 lutego | 1997 | Schladming  | Supergigant | 1:19,96    | +2,42  | Karen Putzer        |
| 9.      | 28 lutego | 1997 | Schladming  | Slalom      | 1:38,88    | +3,35  | Tanja Poutiainen    |
| DNF1    | 1 marca   | 1997 | Schladming  | Gigant      | 1:56,82    | -      | Karen Putzer        |
| DNF     | 26 lutego | 1998 | Megève      | Zjazd       | 1:24,41    | -      | Martina Lechner     |
| 12.     | 9 marca   | 1999 | Pra Loup    | Slalom      | 1:46,62    | +3,43  | Anja Pärson         |
| 4.      | 10 marca  | 1999 | Pra Loup    | Gigant      | 1:53,82    | +1,32  | Denise Karbon       |
| 8.      | 13 marca  | 1999 | Pra Loup    | Zjazd       | 1:11,09    | +1,03  | Kerstin Reisenhofer |
| 1.      | 13 marca  | 1999 | Pra Loup    | Kombinacja  | 46,74 pkt  | -      | -                   |
| 5.      | 14 marca  | 1999 | Pra Loup    | Supergigant | 1:14,06    | +0,87  | Karin Blaser        |

### Puchar Świata

#### Miejsca w klasyfikacji generalnej
- sezon 1997/1998: 113.
- sezon 1998/1999: 75.
- sezon 1999/2000: 42.
- sezon 2000/2001: 26.
- sezon 2001/2002: 21.
- sezon 2002/2003: 23.
- sezon 2003/2004: 27.
- sezon 2004/2005: 22.
- sezon 2005/2006: 55.

#### Miejsca na podium
1. Santa Caterina – 12 lutego 2000 (kombinacja) – 2. miejsce
2. Flachau – 14 stycznia 2001 (kombinacja) – 2. miejsce
3. Altenmarkt – 6 marca 2002 (zjazd) – 2. miejsce
4. Lake Louise – 1 grudnia 2001 (supergigant) – 3. miejsce
5. Val d’Isère – 17 grudnia 2005 (zjazd) – 2. miejsce